# Werner Betz
Werner Betz (Bad Cannstatt, 11 de enero de 1953) es un deportista alemán que compitió para la RFA en ciclismo en la modalidad de pista, especialista en la prueba de medio fondo. Su hermano Heinz compitió en el mismo deporte.
Ganó dos medallas de bronce en el Campeonato Mundial de Ciclismo en Pista entre los años 1985 y 1987.

## Medallero internacional
| Campeonato Mundial | Campeonato Mundial | Campeonato Mundial | Campeonato Mundial |
| Año                | Lugar              | Medalla            | Competición        |
| ------------------ | ------------------ | ------------------ | ------------------ |
| 1985               | Bassano (Italia)   | Medalla de bronce  | Medio fondo (P)    |
| 1987               | Viena (Austria)    | Medalla de bronce  | Medio fondo (P)    |